# Tryptyk Wernher

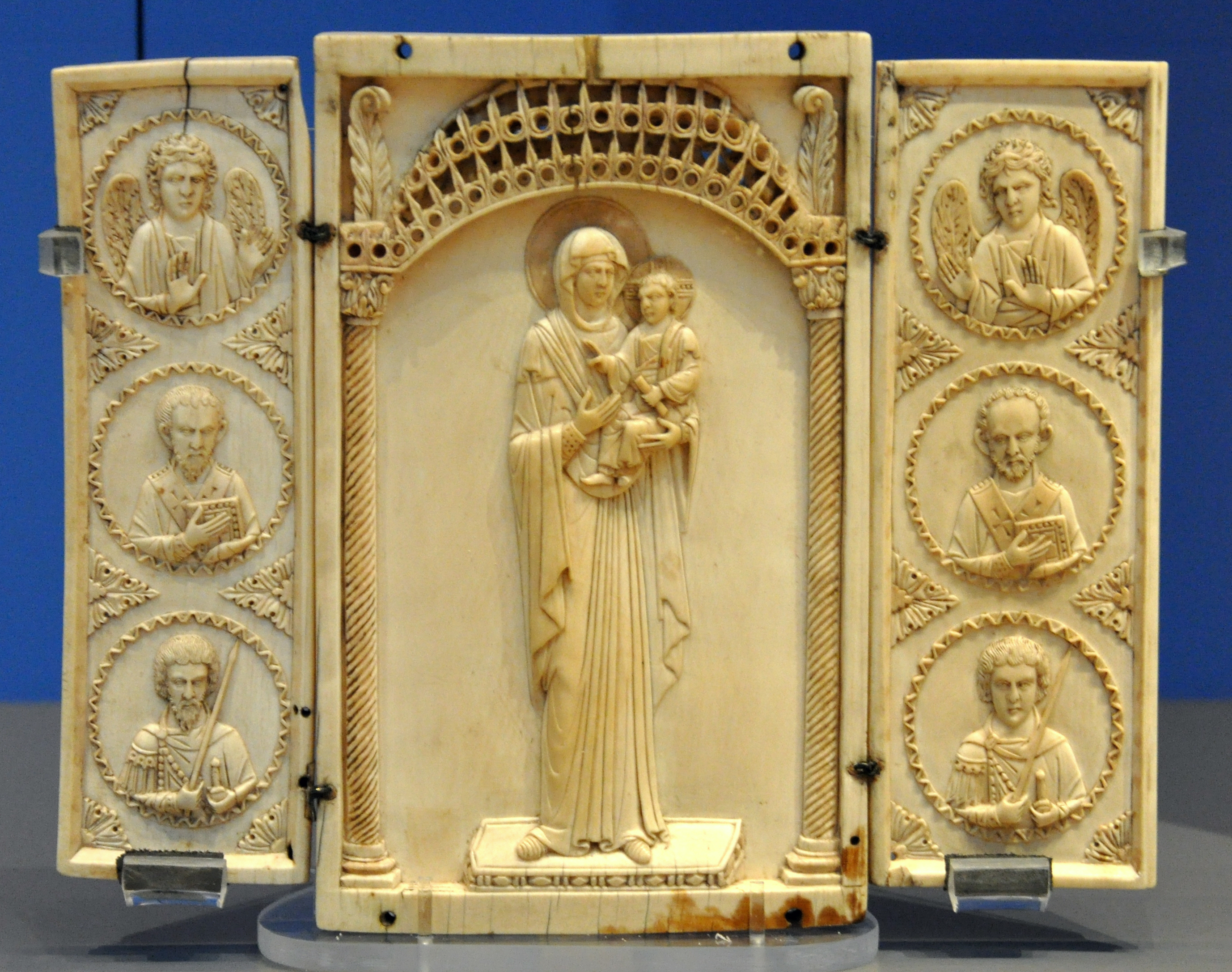
Tryptyk Wernher

Tryptyk Wernher – bizantyńskie dzieło plastyki z kości słoniowej, tryptyk z X wieku, z głównym przedstawieniem Matki Bożej z Dzieciątkiem wraz z wizerunkami aniołów i innych świętych; obecnie w zbiorach Muzeum Brytyjskiego w Londynie.
Historia
Dzieło zostało wykonane w Konstantynopolu pomiędzy rokiem 900 a 1000. Tryptyk trafił do zbiorów Muzeum Brytyjskiego w 1978 roku jako zapis od Sir Harolda Wernhera.
Opis
W panelu centralnym przedstawiono Matkę Bożą z Dzieciątkiem na ręku (w typie hodegetria) stojącą pod baldachimem wspartym na dwóch kolumnach. Na każdym ze skrzydeł bocznych wyrzeźbiono popiersia u góry anioła, poniżej dwóch świętych oprawionych w medaliony: skrzydło lewe – Archanioł Michał, św. Mikołaj i św. Teodor; skrzydło prawe – Archanioł Gabriel, św. Jan Chryzostom i św. Jerzy.
Wymiary tryptyku:
- wysokość: 18,4 cm (część środkowa); 17,1 cm (każde skrzydło)
- szerokość 11,4 (część środkowa); 5,2 cm (skrzydło); 6,0 cm (skrzydło)
- grubość 2,1 cm.